# Amblyteles armenus
Amblyteles armenus là một loài tò vò trong họ Ichneumonidae.